# Emberi színjáték
Az Emberi színjáték Honoré de Balzac életművét csaknem egészében átfogó nagy regényciklus, amelyet 1834-től egészen haláláig írt, gondozott ill. annak magyar kiadása. Az egész epikai folyam mintegy 95 (!) hosszabb-rövidebb regényt és elbeszélést tartalmaz eredetileg, Balzac szinte minden jelentősebb műve – megfelelő sorrendben – beszerkesztésre került.

## Kötetbeosztás
A Helikon Kiadó 10 kötetes magyar Balzac-vállalkozása Emberi színjáték sorozatcímmel 1962 és 1964 között jelent meg. A kiadó a francia Pléiade Kiadó nyomán jelentette meg ebben a formában az életművet, ill. a teljességre törekedve a teljes Emberi színjáték ciklust, az eredeti balzaci-tervet követve, a következő kötetbeosztással:
Honoré de Balzac: Emberi színjáték I-X. kötet Szerkesztő: Gyergyai Albert, Rónay György, Szávai Nándor (Fordító: Benedek Marcell, Réz Ádám, Somlyó György, Somogyi Pál László, Bartócz Ilona) Magyar Helikon, Budapest, 1962-1963-1964. vászon ill. műbőr verziókban, 10.931 oldal terjedelemben Sorozatcím: Balzac összes művei. (Az I-II. kötet 1962-ben, a III-VI. a kötet 1963-ban, a VII-X. kötet 1964-ben jelent meg.)

### A kötetek tartalma
- Emberi színjáték I.

Erkölcsi tanulmányok. Jelenetek a magánéletből
- A labdázó macska háza
- Kerti mulatság
- Két fiatal asszony
- Az erszény
- Modeste Mignon
- Az élet iskolája
- Albert Savarus
- Vendetta
- Két otthon
- A családi béke
- Firmianiné házassága
- Tanulmány a nőről

- Emberi színjáték II.

Erkölcsi tanulmányok. Jelenetek a magánéletből
- Költött szerelem
- Éva lánya
- A küldetés
- A Gránátalmaház
- Az elhagyott asszony
- Honorine
- Béatrix
- Gobseck
- A harmincéves asszony
- Goriot apó
- Chabert ezredes
- Az ateista miséje

- Emberi színjáték III.

Erkölcsi tanulmányok. Jelenetek a magánéletből
- A gyámság
- A házassági szerződés
- Újabb tanulmány a nőkről
- Jelenetek a vidéki életből
- Veszélyes örökség
- Eugénie Grandet
- Nőtlenek és hajadonok:
- Pierrette
- A Tours-i plébános
- A kalandor

- Emberi színjáték IV.

Erkölcsi tanulmányok. Jelenetek a vidéki életből
- Párizsiak vidéken:
- A hírneves Gaudissart
- A megye múzsája
- Vetélytársak:
- A vénlány
- A régiségtár
- Elveszett illúziók

- Emberi színjáték V.

Erkölcsi tanulmányok. Jelenetek a párizsi életből
- A tizenhármak története
- Ferragus
- Langeais hercegnő
- Az aranyszemű lány
- César Birotteau nagysága és bukása
- A Nucingen-ház
- Kurtizánok tündöklése és nyomorúsága

- Emberi színjáték VI.

Erkölcsi tanulmányok. Jelenetek a párizsi életből
- Cadignan hercegnő titkai
- Facino Cane
- Sarrasine
- Pierre Grassou
- Szegény rokonok:
- Betti néni
- Pons bácsi
- Egy üzletember
- A bohémek hercege
- Gaudissart utódai
- Hivatalnokok

- Emberi színjáték VII.

Jelenetek a párizsi életből. Ingyen komédia
- Kispolgárok
- A jelenkori történelem fonákja
- La Chanterie-né
- A beavatott

Jelenetek a politikai életből
- Epizód a terror idejéből
- A rejtély
- Az arcisi képviselő
- Z. Marcas

Jelenetek a katonai életből
- Huhogók
- Sivatagi szenvedély

- Emberi színjáték VIII.

Erkölcsi tanulmányok. Jelenetek a falusi életből
- Parasztok
- A vidéki orvos
- A falusi plébános
- A völgy lilioma

- Emberi színjáték IX.

Filozófiai tanulmányok
- A szamárbőr
- Jézus Krisztus Flandriában
- A megbékélt Melmoth
- Massimilla Doni
- Az ismeretlen remekmű
- Gambara
- Az alkimista
- A megátkozott gyermek
- Isten veled
- Marana-vér
- A hadköteles
- El Verdugo
- Tengerparti tragédia
- Cornelius mester
- A vörös vendégfogadó

- Emberi színjáték X.

Filozófiai tanulmányok
- Medici Katalin
- Az életelixír
- A száműzöttek
- Louis Lambert
- Seraphita

Elemző tanulmányok
- A házasság fiziológiája